# Лэнгсон, Гримон
Гримон Лэнгсон (англ. Grimon Langson, род. 10 марта 1955) — малавийский шоссейный велогонщик. Участник летних Олимпийских игр 1972 года.

## Карьера
В 1972 году вошёл в состав сборной Малави на летних Олимпийских играх в Мюнхене. На них выступил в групповой шоссейной гонке протяжённостью 200 км, но не смог финишировать.